# Siegfried Rudert

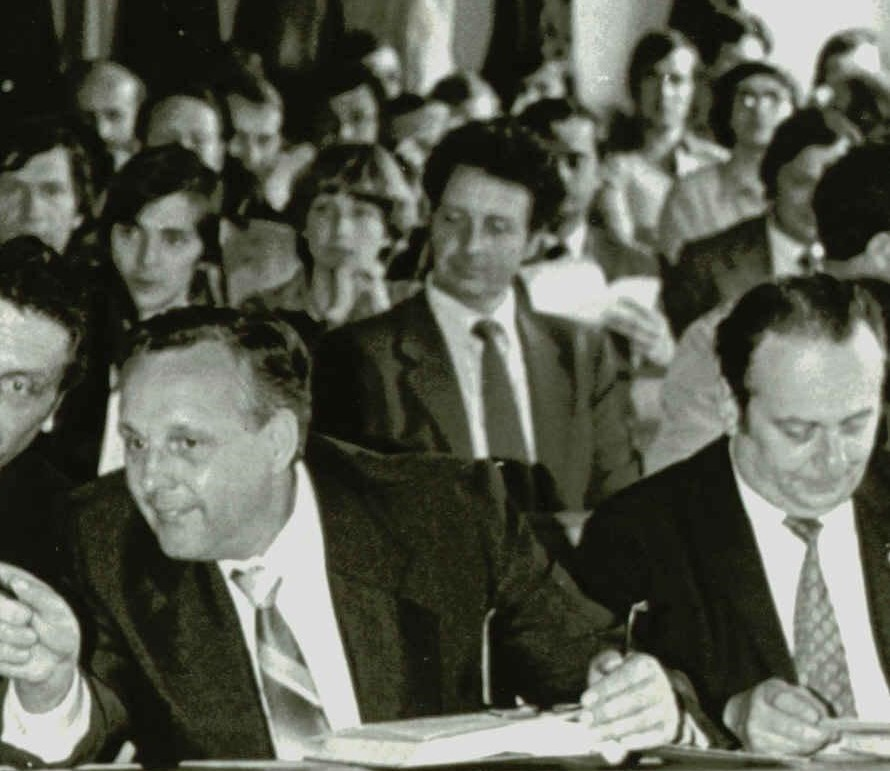
Siegfried Rudert und Heinz Töpfer an der TH Magdeburg, 1. Reihe, von rechts (1980)

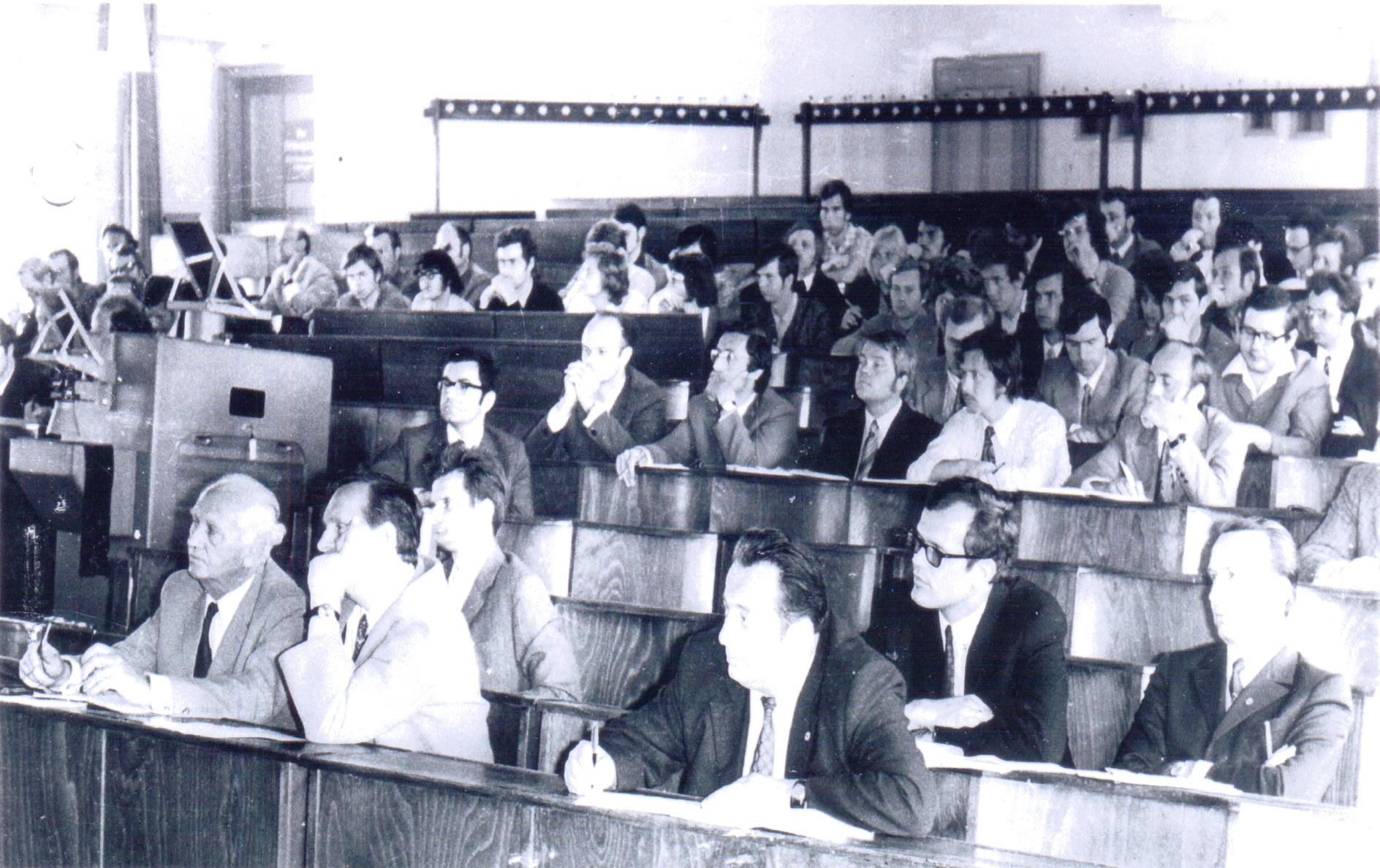
Siegfried Rudert, Heinz Töpfer und Heinrich Wilhelmi an der TH Magdeburg bei einer öffentlichen wissenschaftlichen Veranstaltung im Jahre 1973 (1. Reihe, von rechts)

Siegfried Rudert (* 3. September 1932 in Großzöbern; † 8. Juli 1980 in Magdeburg) war ein deutscher Maschinenbauingenieur und Professor für Regelungstechnik.

## Leben
Nachdem er 1951 die Oberschule in Oelsnitz/Vogtl. abgeschlossen hatte, studierte Rudert von 1952 bis 1958 Kraft- und Arbeitsmaschinen an der Technischen Hochschule in Dresden. Mit dem Abschluss als Diplom-Ingenieur (Dipl.-Ing.) arbeitete er zunächst als Assistent und später Oberassistent, bevor er 1967 an der TH Dresden zum Thema Regelungsverhalten von Gasturbinen promovierte.
Seit 1965 war Rudert beim VEB Schwermaschinenbau „Karl Liebknecht“ im Magdeburger Stadtteil Salbke tätig, bis er 1970 als ordentlicher Professor für Regelungstechnik an die Technische Hochschule Otto-von-Guericke Magdeburg in die Sektion Technische Kybernetik und Elektrotechnik (TK/ET), Wissenschaftsbereich Regelungstechnik und Prozesssteuerung (Leitung: Herbert Ehrlich) berufen wurde.
1978 übernahm Rudert hier die Leitung des Wissenschaftsbereiches Regelungstechnik und Prozesssteuerung in der Nachfolge von Heinz Töpfer, der an die Technische Universität Dresden auf den freien Lehrstuhl von Heinrich Kindler umberufen wurde. Nach dem plötzlichen Tod von Rudert wurde 1981 Peter Neumann auf einen Lehrstuhl „Geräte und Anlagen der Automatisierungstechnik“ in diesen Wissenschaftsbereich berufen und dann auch in der Nachfolge von Ulrich Korn mit dessen Leitung betraut.
Rudert lehrte das Fach Automatisierungstechnik, insbesondere für Studierende des Maschinenwesens. Für dieses Thema veröffentlichte er gemeinsam mit Heinz Töpfer grundlegende Lehr- und Arbeitsbücher, die in mehreren Auflagen erschienen sind. Nach dem Tod von Siegfried Rudert übernahm Christian Döschner dessen gesamte Ausbildung auf dem Fachgebiet Automatisierungstechnik für die maschinenbaulichen, technologischen und apparatetechnischen Fachrichtungen der Magdeburger Universität; Döschner wurde daher als Professor für Automatisierungstechnik berufen. 
Der Forschungsschwerpunkt von Rudert lag in den Bereichen Modellierung und Regelung von Dieselmotoren und Theoretische Prozessanalyse für Regelstrecken. Durch ihn wurden neue Prinzipien für die Regelung von Viertakt-Dieselmotoren begründet. Hierzu bestand eine interdisziplinäre Kooperation zur Professur von Wolfgang Hinze in der Sektion Dieselmotoren, Pumpen und Verdichter. In seinen Forschungen war Hinze mit seinem Team bestrebt, die zeitgemäßen Methoden der Mess- und Regelungstechnik für die Spezifik der Verbrennungsmaschinen nutzbar zu machen. 

## Publikationen (Auswahl)
- Beitrag zur Vorausberechnung des Regelungsverhaltens von Einwellen-Gasturbinenanlagen mit Wärmetauscher. Dissertation, TU Dresden, Sektion Grundlagen des Maschinenbaus 1969.
- Einführung in die Automatisierungstechnik. Verlag Technik, Berlin 1976, 5. Auflage 1984 (gemeinsam mit Heinz Töpfer).
- Arbeitsbuch der Automatisierungstechnik. Verlag Technik, Berlin 1979 (gemeinsam mit Heinz Töpfer).